# Остання дружина Синьої Бороди
Остання дружина Синьої Бороди — український мультфільм 1996 року.

## Сюжет
Певно вам не пощастило якщо ви дружина Синьої Бороди, але якщо ви це Медуза Горгона, то кому не пощастило тоді? Подружнє життя покаже. Але в одному можна бути впевненим - переможе кохання!.